# Cocentaina
Cocentaina – gmina w Hiszpanii, w prowincji Alicante, we wspólnocie autonomicznej Walencja, o powierzchni 52,94 km². W 2011 roku liczyła 11 591 mieszkańców.